# Hadza (langue)
Pour les articles homonymes, voir Hadza.
Le hadza est une langue tanzanienne actuellement parlée par 1 000 Hadzas, sur une population ethnique totale de 1 200 personnes. Elle est aussi appelée hadzabi (« les hommes hadzas »), hadzapi (« ils sont des hadzas »), hatsa (orthographe allemande), kangeju (aussi orthographe allemande), kindiga (nom isanzou), tindiga, watindiga (nom souahéli des gens). Elle est rapprochée par certains linguistes (notamment Joseph Greenberg) du groupe des langues khoïsan, en raison de la présence de consonnes particulières dénommées clics, mais ce groupe est aujourd'hui considéré comme essentiellement typologique, sans impliquer une origine commune. Sur ce plan, le hadza constitue un isolat.

## Prononciation
Le hadza comporte des clics en milieu de morphème, ce qui se trouve aussi en sandawe et dans les langues nguni, mais pas dans les langues khoïsan d'Afrique du Sud. Certains de ces mots sont historiquement dérivés de clics en position initiale : plusieurs reflètent un redoublement lexicalisé, par exemple, et certains sont dus à des préfixes ; mais d'autres cas ne sont pas clairs.
Comme en sandawe, la plupart des clics médiaux sont glottalisés, mais pas tous : puche « mauvaise humeur », tanche « viser », tacce « ceinture », minca « se lécher les lèvres », laqo « faire trébucher », keqhe-na « doucement », penqhenqhe ~ peqeqhe « se hâter », haqqa-ko « pierre », shenqe « regarder », exekeke « écouter », naxhi « être bondé », khaxxe « sauter », binxo « porter des proies sous la ceinture ».

### Ton
On ne sait pas si le hadza possède des tons. Il se peut qu'il ait un système d'accent de hauteur. Il n'y a pas de paire minimale lexicale pour le ton.

### Voyelles
Il y a cinq voyelles en hadza, [i e a o u]. Des voyelles longues peuvent se former par l'élision un [ɦ] intervocalique. Par exemple, [kʰaɦa] ou [kʰaː], grimper. Les voyelles nasales, bien que rares, ne se trouvent pas avant des consonnes prénasalisées. Toutes les voyelles sont nasalisées avant un clic glottal nasalisé.

### Consonnes
|           |                      | Labiale            | Dentale  | Alvéolaire | Alvéolaire | Post-alvéolaire | Post-alvéolaire | Palatale | Palatale      | Vélaire   | Vélaire    | Glottale |
| Centrale  | Latérale             | Labiale            | Dentale  | Centrale   | Latérale   | Centrale        | Latérale        | Simple   | Labio-vélaire |           |            | Glottale |
| --------- | -------------------- | ------------------ | -------- | ---------- | ---------- | --------------- | --------------- | -------- | ------------- | --------- | ---------- | -------- |
| Clic      | Aspiré               |                    | /ᵏǀʰ/ ch | /ᵏǃʰ/ qh   |            |                 | /ᵏǁʰ/ xh        |          |               |           |            |          |
| Clic      | Non aspiré           |                    | /ᵏǀ/ c   | /ᵏǃ/ q     |            |                 | /ᵏǁ/ x          |          |               |           |            |          |
| Clic      | Nasalisé             | (/ᵑʘʷ ~ ᵑʘˀ/ mcw)1 | /ᵑǀ/ nc  | /ᵑǃ/ nq    |            |                 | /ᵑǁ/ nx         |          |               |           |            |          |
| Clic      | Glottalisé nasalisé1 | (/ᵑʘʷ ~ ᵑʘˀ/ mcw)1 | /ᵑǀˀ/ cc | /ᵑǃˀ/ qq   |            |                 | /ᵑǁˀ/ xx        |          |               |           |            |          |
| Occlusive | Aspirée              | /pʰ/ ph            |          | /tʰ/ th    |            |                 |                 |          |               | /kʰ/ kh   | /kʷʰ/ khw  |          |
| Occlusive | Sourde               | /p/ p              |          | /t/ t      |            |                 |                 |          |               | /k/ k     | /kʷ/ kw    | /ʔ/ –    |
| Occlusive | Sonore               | /b/ b              |          | /d/ d      |            |                 |                 |          |               | /ɡ/ g     | /ɡʷ/ gw    |          |
| Occlusive | Éjective             | (/pʼ/ bb)2         |          |            |            |                 |                 |          |               |           |            |          |
| Occlusive | Prénasalisée aspirée | /mpʰ/ mp           |          | /ntʰ/ nt   |            |                 |                 |          |               | /ŋkʰ/ nk  |            |          |
| Occlusive | Prénasalisée sonore  | /mb/ mb            |          | /nd/ nd    |            |                 |                 |          |               | /ŋɡ/ ng   | /ŋɡʷ/ ngw  |          |
| Affriquée | Aspirée              |                    |          | /t͜sʰ/ tsh  |            | /t͜ʃʰ/ tch       |                 |          | /c͜𝼆ʰ/ tlh3    |           |            |          |
| Affriquée | Sourde               |                    |          | /t͜s/ ts    |            | /t͜ʃ/ tc         |                 |          | /c𝼆/ tl3      |           |            |          |
| Affriquée | Sonore               |                    |          | /d͜z/ z     |            | /d͜ʒ/ j          |                 |          |               |           |            |          |
| Affriquée | Éjective             |                    |          | /t͜sʼ/ zz   |            | /t͜ʃʼ/ jj        |                 |          | /c𝼆ʼ/ dl3     | /k͜xʼ/ gg4 | /k͜xʷʼ/ ggw |          |
| Affriquée | Prénasalisée aspirée |                    |          | /nt͜sʰ/ nts |            |                 |                 |          |               |           |            |          |
| Affriquée | Prénasalisée sonore  |                    |          | /nd͜z/ nz   |            | /ɲd͜ʒ/ nj        |                 |          |               |           |            |          |
| Fricative | Fricative            | /fʷ/ f             |          | /s/ s      | /ɬ/ sl     | /ʃ/ sh          |                 |          |               |           | (/x/ hh)6  |          |
| Nasale    | Nasale               | /m/ m              |          | /n/ n      |            |                 |                 | /ɲ/ ny   |               | /ŋ/ ng’   | /ŋʷ/ ng’w  |          |
| Spirante  | Spirante             |                    |          | /ɾ ~ l/ l5 | /ɾ ~ l/ l5 |                 |                 | /j/ y    |               |           | /w/ w      | /ɦ/ h7   |

1. La nasalisation du clic nasal glottalisé se manifeste sur les voyelles précédentes, mais pas pendant le clic lui-même. Le clic labial [ᵑʘˀ] (ou [ᵑʘʷ]) se trouve dans un seul mot idéophone où il alterne avec [ᵑǀ].
2. L'éjective labiale /pʼ/ ne se trouve que dans quelques mots.
3. La palatale affriquée peut se prononcer avec un début alvéolaire (/t͜ʃ/ etc.), mais ce n'est pas obligatoire.
4. La vélaire éjective /k͜xʼ/ varie entre une occlusive [kʼ], une affriquée centrale [k͜xʼ], une affriquée latérale [k͜ʟʼ], et une fricative [xʼ]. Les autres éjectives affriquées peuvent aussi être comme des éjectives fricatives.
5. Les latérales spirantes /l/ peuvent aussi se prononcer en consonne battue [ɾ] entre voyelles et quelquefois ailleurs, surtout en rythme rapide.
6. La fricative vélaires sourde [x] n'est connue que dans un seul mot, où elle alterne avec /kʰ/.
7. /ɦ/ apparaît en variation allophonique au début des mots à initiale vocalique.
8. Les consonnes pré-nasalisées, comme les consonnes sonoreset les consonnes nasales /ɲ ŋ ŋʷ d ɡ ɡʷ dz dʒ/ (sur fond gris) semblent être empruntés à d'autres langues[3].